# Juan Antonio Llorente
Juan Antonio Llorente (Rincón de Soto, 30 marzo 1756 – Madrid, 17 febbraio 1823) è stato uno storico e politico spagnolo,  ecclesiastico apostata, uno dei principali autori della storia dell'Inquisizione spagnola.

## Biografia
Quinto figlio di Don Juan y Llorente Francisco Alcaraz e di María Gonzalez Mendizábal, studia filosofia a Tarragona e diritto a Saragozza. Ordinato sacerdote a 23 anni viene promosso dottore di diritto canonico nel 1779. Dopo essere stato avvocato del consiglio supremo di Castiglia (1781) e vicario generale della diocesi di Calahorra (1782), nel 1785 è formalmente nominato, senza cioè un incarico reale specifico, commissario del Sant'Uffizio a Logroño.
Giunge a Madrid nello stesso anno come esecutore testamentario della duchessa di Sotomayor, prima dama e vicecameriera della regina, che gli procurò la nomina di commissario del Sant'Uffizio e segretario dei soprannumerari della Corte dell'Inquisizione. In questo ruolo partecipa a tre processi (1790)
In questo periodo LLorente comincia a interessarsi e a pubblicare le sue prime opere di storia e come storico entra a far parte dell'Accademia di storica che era stato da poco fondata. Nel 1790 viene nominato canonico di Calahorra ma rimane a Madrid. Nello stesso anno l'inquisitore generale Cavallos lo propone come inquisitore di Cartagena de Indias ma Llorente rifiuta poiché questo incarico gli avrebbe impedito di godere delle rendite canoniche di Calahorra. Accetterà l'incarico solo nel 1791.
Nel 1793, su richiesta del ministro della Giustizia, l'inquisitore generale Manuel Abad y Lasierra chiede un rapporto sulle procedure adottate nel Sant'Ufficio a Llorente che impiegherà quattro anni per la stesura del documento dove rivela le procedure segrete dell'Inquisizione che critica suggerendone una riforma che non giungerà a compimento. Llorente trasmetterà il suo manoscritto a Gaspar Melchor de Jovellanos che l'utilizza come fonte per il suo "rapporto al Re sul tribunale dell'Inquisizione" che gli procurerà l'incarceramento nella prigione del Castello di Bellver, a Maiorca.
Dopo essere stato accusato dall'Inquisitore Generale Ramon Arce di tradire il Sant'Uffizio, Llorente, condannato al pensionamento forzato di un mese e alla rimozione dalle sue cariche, si ritira in un convento (1801-1805). Ritorna in auge e diventa canonico del Primate di Toledo, maestro di scuola del capitolo e cancelliere della università. Viene insignito del cavalierato dell'Ordine di Carlo III.

### Progressistaafrancesado
Quando l'esercito francese napoleonico invade la Spagna nel 1808 Llorente si schiera con il re francese Giuseppe Bonaparte e manda a Napoleone un suo progetto di "riforma della Chiesa spagnola" dove propone una distribuzione del clero secolare nell'ambito delle divisioni amministrative e l'abolizione degli ordini monastici.
Questa sua iniziativa gli fa da trampolino di lancio per la sua carriera politica. Giuseppe Bonaparte lo chiama al Consiglio nazionale dove si distingue fra gli afrancesados schierati con Bonaparte. Nominato Consigliere di Stato per gli affari ecclesiastici è promosso Cavaliere Commendatore dell'Ordine reale di Spagna, Llorente difende il nuovo regime nelle sue opere Raccolta di documenti sulle dispense matrimoniali e altri punti della disciplina ecclesiastica (1809) e Tesi sul potere che hanno avuto fino al XII secolo i re spagnoli sulla ripartizione delle diocesi e altri punti tratti dalla disciplina ecclesiastica (1810). Assume le funzioni di gestore dei beni nazionali e confisca i beni della giunta insurrezionale di Cadice. S'impegna per l'abolizione dell'Inquisizione che verrà soppressa nel 1808 e presenta un progetto per la divisione della Spagna in prefetture e sottoprefetture ricalcata sul modello rivoluzionario francese che rimarrà inattuato per lo scoppio della guerra civile spagnola.
Nel 1809 Llorente ha in sorte di accedere agli archivi del Consiglio supremo dove trova importanti documenti relativi alla creazione del Sant'Uffizio in Spagna e copie di tutti i decreti pontifici. Usando parte di questa straordinaria documentazione redige una memoria che legge nel novembre 1811 all'Accademia reale di storia volendo dimostrare, a sostegno della politica ecclesiastica francese, come fosse stata sempre presente tra l'opinione pubblica spagnola una certa ostilità nei confronti del sant'Uffizio.

### Esilio in Francia
Con il ritorno al potere di Ferdinando VII viene restaurato l'assolutismo monarchico nel 1814 e ristabilita l'Inquisizione. Con la sconfitta francese nella battaglia di Vitoria Llorente fugge in Francia portando con sé i documenti sull'Inquisizione che egli ritiene essere una sua personale proprietà. Nel frattempo il re restaurato condanna Llorente al bando del Regno e confisca i suoi beni.
Llorente si rifugia prima a Lectoure, successivamente a Bordeaux e, sul finire dell'Impero nel 1814, a Parigi. Tenta inutilmente di ottenere il perdono da Ferdinando VII.
Il 17 febbraio 1817, l'ultrarealista Clausel de Coussergues dichiara alla Camera che l'Inquisizione in Spagna era «il più moderato dei tribunali, a malapena un tribunale di censura, che nei secoli aveva fatto meno vittime del furore rivoluzionario in Francia durante il Terrore».
Si tratta di un episodio marginale condannato all'unanimità dalla Camera ma il clamore che suscita questa dichiarazione sia presso i rifugiati spagnoli che sulla stampa liberale mostra a Llorente i vantaggi che può trarne con un'opera su questo argomento. Pubblica infatti la Histoire critique de l'inquisition d'Espagne, in quattro volumi, che sarà tradotta in inglese, in tedesco, in olandese e in italiano e che gli procurerà critiche, ostilità e infine la sospensione a divinis.

### Espulsione dalla Francia
Con l'abolizione della Costituzione spagnola del 1812 e in seguito al colpo di Stato di Rafael del Riego nel 1820.  Llorente si presenta come un sostenitore del nuovo Stato liberale spagnolo e per questo motivo e per la sua attività di patriota carbonaro riceve nel 1823 l'ordine di lasciare la Francia.
In Spagna Llorente s'impegna a favore del ritorno al potere dei liberali riuscendo a far espellere il Nunzio apostolico dalla Spagna e a far approvare nel 1823 un testo che fissi definitivamente lo status del clero spagnolo. In quello stesso anno Llorente muore all'età di 67 anni a Madrid.

## Opere

### Storia critica dell'Inquisizione spagnola
La sua opera più nota, la Historia critica de la Inquisicion en España y America, ha grande successo appena pubblicata a Parigi nel 1817 e tradotta in spagnolo nel 1822. La critica storiografica è concorde nell'evidenziare le esagerazioni e gli errori di quest'opera, soprattutto per la mancata documentazione che Llorente non possiede riguardo alle cifre delle vittime del Tribunale dell'Inquisizione. Llorente stima che sotto il Grande Inquisitore Torquemada furono bruciate sul rogo 10.220 persone, 6860 condannate a essere bruciate in effigie, e 97.321 "riconciliate" con la Chiesa.
Come in altri trattati anche qui Llorente si caratterizza per quella faziosità che nota il cardinale Paolo Polidori, censore della congregazione, in uno scritto del 1824: 
Uno dei più noti studiosi di Llorente, Gerard Dufour, in una conferenza tenuta a Madrid nel 1987, giudica Llorente soprattutto un politico impegnato non tanto contro la Chiesa ma contro il potere temporale dei Papi.

### Altre opere
- El recluta gallego, 1782, zarzuela.
- Preferencia de los embajadores de España a los de Francia en los Concilios generales en la corte de Roma y en otras asambleas diplomáticas, 1786.
- Monumento romano, descubierto en Calahorra día 4 de marzo de 1788, Madrid, (1789)
- Discursos histórico-canónicos sobre el origen y naturaleza de los beneficios patrimoniales del obispado de Calahorra, 1790 (Discours historico-canoniques sur l'origine et la nature des bénéfices canoniaux de l'église de Calahorra).
- Disertación sobre el sitio en que estuvo la antigua Segóbriga, 1790.
- "Declaración de palabras del siglo XIII" y "Discurso preliminar" a su edición del Fuero juzgo, 1790-1791.
- Historia de la emigración de los clérigos franceses a España, 1793, perdida.
- Discurso sobre la navegación del Ebro, 1797.
- Discurso sobre calificadores del Santo Oficio, 1797.
- Discursos sobre el orden de procesar en los tribunales de Inquisición, 1797.
- Plan económico para extinguir anualmente vales reales y acreditar los existentes, 1799.
- Noticias históricas de las tres provincias vascongadas, 1805.
- Memorias históricas de las cuatro provincias vascongadas, 1806-1807 (notices historiques sur les provinces basques et leurs droits respectifs).
- Reglamento para la Iglesia Española 1808 (règlement pour l'Église espagnole).
- Colección diplomática sobre las dispensas matrimoniales y otros puntos de disciplina eclesiástica (1809) (Collection de documents sur les dispenses matrimoniales et autres points de la discipline ecclésiastique)
- Disertación sobre el poder que los reyes españoles ejercieron hasta el siglo duodécimo en la división de obispados y otros puntos conexos de disciplina eclesiástica (1810) (thèse sur le pouvoir qu'ont eu jusqu'au douzième siècle les rois Espagnols sur la division des diocèses et d'autres questions ayant trait à la discipline église).
- Memoria histórica sobre cuál ha sido la opinión nacional de España acerca del tribunal de la Inquisición, 1812.
- Eurico, tragedia.
- Discurso sobre la opinión nacional de España acerca de la guerra con Francia, Valencia, 1812.
- Observaciones sobre las dinastías de España, Valencia, 1812.
- Carta crítica sobre si el templo del Pilar de Zaragoza fue construido fuera o dentro de las murallas romanas de la ciudad, 1812.
- Memorias para la historia de la revolución de España, París, 1814 y ss., los dos primeros tomos también en francés, publicados con el anagrama de Juan Nellerto.
- Defensa canónica y política de don Juan Antonio Llorente contra injustas acusaciones de fingidos crímenes; trascendental en varios puntos al mayor número de españoles refugiados en Francia, 1816.
- Lettre à M. Clausel de Coussergues sur l'Inquisition espagnole, Paris, Chez Delaunay, 1817. in Juan A. Llorente, España y la Inquisición (Selección de textos), M. Boeglin (éd.), Séville, Renacimiento, 2007.
- Noticia biográffica, o Memorias para la historia de mi vida (Notice biographique, ou Mémoires de l'auteur), Paris 1822.
- Les portraits politiques des papes (Paris, 1822).